# Roßdorf (Thuringe)
Pour les articles homonymes, voir Roßdorf.
Roßdorf est une municipalité allemande du land de Thuringe, dans l’arrondissement de Schmalkalden-Meiningen, au centre de l’Allemagne.
En 2019 sa population était de 610 habitants. 